# ميناء طبرق

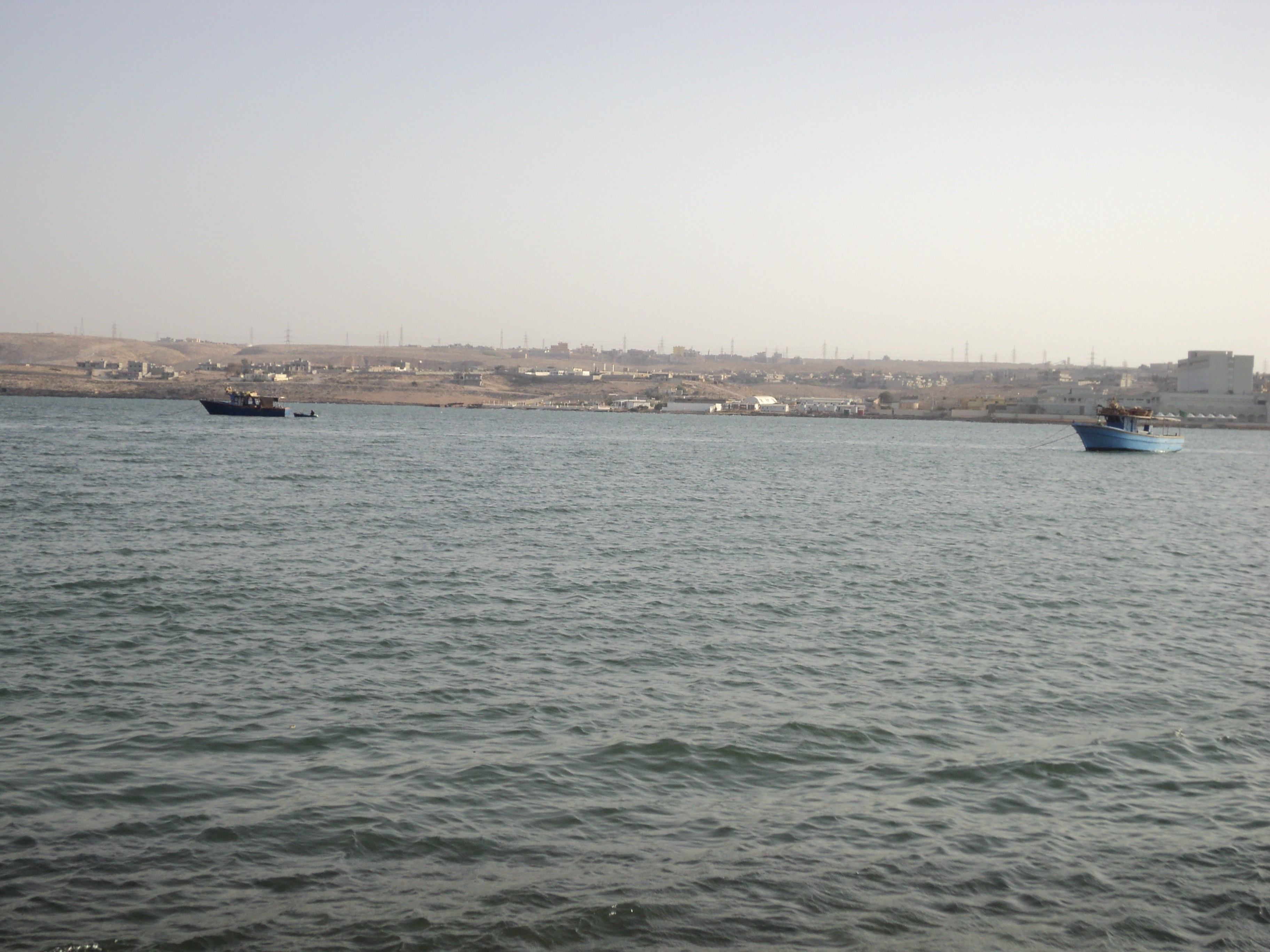
ميناء طبرق

ميناء طبرق في مدينة طبرق الليبية على ساحل البحر المتوسط، في شمال شرق ليبيا. تبلغ مساحته الاجمالية تبلغ 1,000,000 متر مربع. ويوجد بالميناء 13 رصيفا. وتبلغ القدرة الاستيعابية السنوية للميناء 600.000 طن للوردية الواحدة. تديره وتقدم له الخدمات منذ العام 1986 الشركة الاشتراكية للموانئ التي تدير كافة الموانئ التجارية في ليبيا. ويعد ميناء طبرق من أفضل المواني في شمال أفريقيا لأنه محمي طبيعيا.
اكتملت أعمال الإنشاء في هذا الميناء نهاية 1966، وصُدرت أول شحنة نفط في 10 يناير 1967، وكانت تديره شركة بريتيش بتروليوم حتى عام 1971، عندما أُممت أنشطتها في ليبيا.
تاريخيا كان هناك ميناء لمدينة بريوم الأثرية الغارقة شرقي مدينة طبرق الحالية.